# Jürgen Prochnow
Jürgen Prochnow (Berlin, 1941. június 10. –) német-amerikai színész és szinkronszínész. 
A Das Boot, Dűne, Az elnök különgépe és a Beverly Hills-i zsaru 2. című filmekből ismert.

## Élete
A náci uralom idején született Berlinben. Düsseldorfban nőtt fel, édesapja mérnök volt. A Folkwang Színiakadémián (Folkwang Universität der Künste) tanult Essenben.

## Filmszerepei
- A zöldségkereskedő (1972)
- Tetthely (1973-2016)
- Katharina Blum elvesztett tisztessége (1975)
- Bezárva (1976)
- A tengeralattjáró (1981)
- Az erőd (1983)
- Dűne (1984)
- Az utolsó zsidó Berlinben (1984)
- A tengeralattjáró (1985)
- A zsaru és a lány (1985)
- Világautó (1986)
- Beverly Hills-i zsaru 2. (1987)
- A hetedik jel (1988)
- Forrongó évszak (1989)
- Az utolsó háború (1990)
- Halálos hajóút (1990)
- A beépített ember (1990)
- Robin Hood (1991)
- Hurrikán Smith (1992)
- Twin Peaks – Tűz, jöjj velem! (1992)
- A tanú teste (1992)
- Drágakövek (1992)
- A Lucona-ügy (1993)
- Kietlen föld (1993)
- Vörös sas (1994)
- Az őrület torkában (1994)
- Dredd bíró (1995)
- Gúzsba kötve (1995)
- Veszélyes terepen (1996)
- Az álomherceg legendája (1996)
- Az angol beteg (1996)
- A dzsungel szörnye (1996)
- Az elnök különgépe (1997)
- Gyilkosok gyilkosa (1998)
- Élő bomba (1998)
- A bukás (1999)
- Wing Commander - Az űrkommandó (1999)
- Eszter, Perzsia királynője (1999)
- Műgyűjtők és gyilkosok (1999)
- Mennybéli pokol (1999)
- Vodkabomba (2000)
- Pio atya - A csodák embere (2000)
- Az utolsó állomás (2000)
- Függő játszma: Az utolsó menet (2000)
- Elit harcosok (2001)
- A végső játszma (2001)
- Terror a zártosztályon (2001)
- Kilenc áldozat (2002)
- Ebcsont beforr (2002)
- Holtak háza (2003)
- A költő (2003)
- Balti vihar (2003)
- Julie, Maupin lovagja (2004)
- A Terminátor a csúcsra tör (2005)
- Mennyei prófécia (2006)
- A Da Vinci-kód (2006)
- Sörcsata (2006)
- Húsevő (2007)
- Két férfi, egy eset (2007)
- Az El Escorial-összeesküvés (2008)
- Merlin és a sárkányok világa (2008)
- Hajsza a végzet lándzsája után (2010)
- 24 (2010)
- Bűnösök és szentek (2010)
- NCIS: Los Angeles (2010-2014)
- Befutó (2012)
- Emlékezz! (2015)
- A Hold sötét oldala (2015)
- Leander utolsó útja (2017)
- Babonák (2018)
- Egy rejtett élet (2019)